# Конко Буубу Мууса
Конко Буубу Мууса (*д/н —бл. 1761/1770) — сатігі (імператор) держави Фута-Торо в 1743—1746 роках. В джерелах його часто плутають з батьком або розглядають як одну особу.

## Життєпис
Походив з династії Даніанке. Старший син сатігі Бууби Мууси. Замолоду вирізнявся вірністю ісламу. Разом з батьком та братами повстав проти Гелааджо Джегі, якого було переможено 1718 року. До 1721 року допомагав батькові затвердитися в державі.
1724 року почалася нова боротьба за трон, коли Самба Геладжегі захопив трон. Після смерті Бууби Мууси близько 1730 року очолив боротьбу. Декілька разів у 1726, 1738 і 1740 роках на нетривалий час відвойовував столицю, але швидко втрачав. 1741 року в битві біля Білдаси зазнав тяжкої поразки. Але вже 1743 року за підтримки марокканських найманців (ортманів) здолав супротивника, який вимушений був тікати до держави Бунду (на півдні).
Закріпивши владу свого роду 1746 року зрікся трону на користь брата Сулеймана Джаая II, а сам став муенздином. Втім можливо його насправді було повалено й заслано до якоїсь завії. Помер між 1761 та 1770 роками.